# Feuerwalze (Militär)

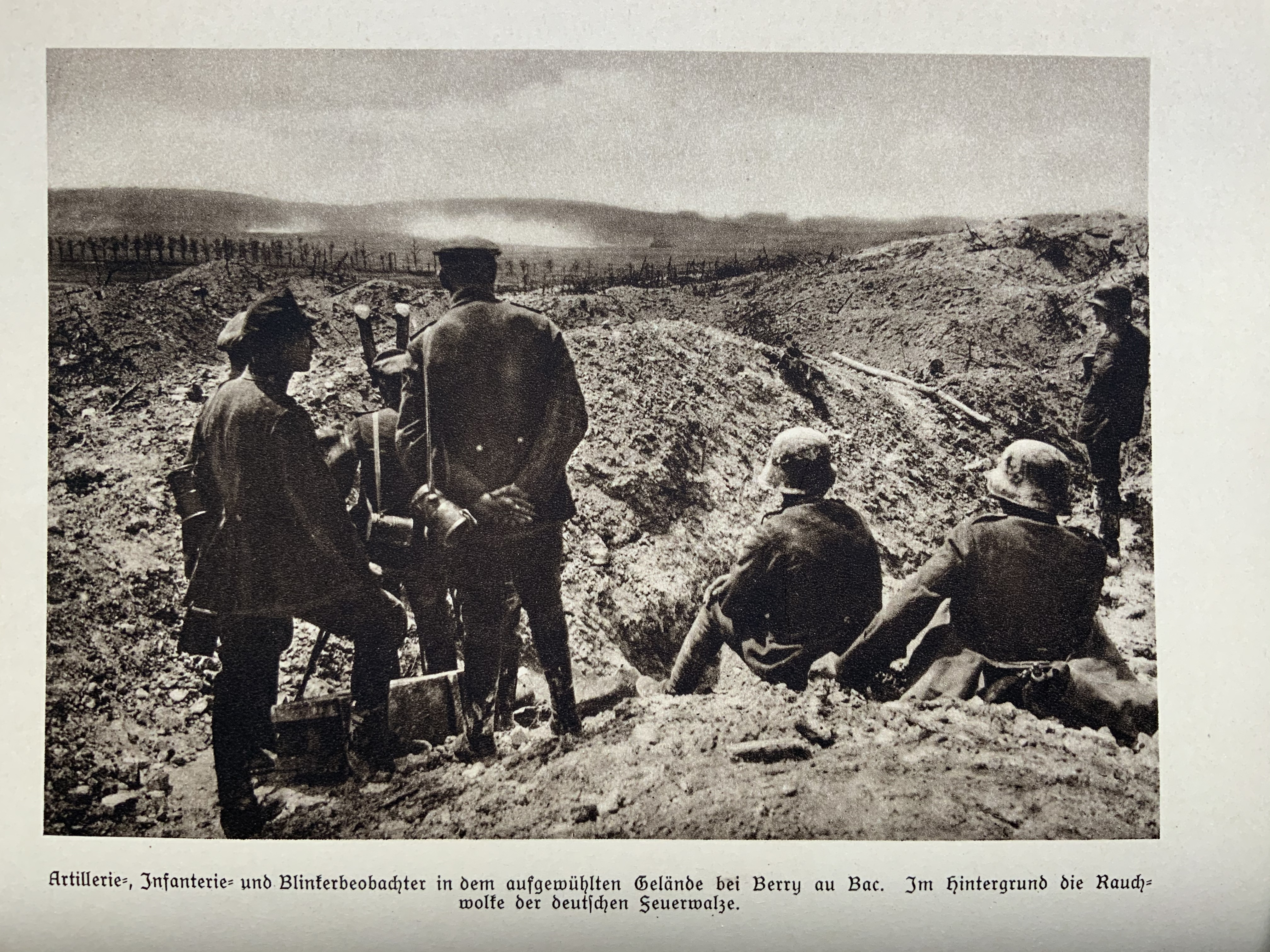
Die deutsche Infanterie ist bereits in das durch die Feuerwalze „vorbereitete“ Gebiet eingedrungen.

Eine Feuerwalze ist eine militärische Angriffstaktik, bei der einem starken Artillerie-Beschuss die Infanterie rasch folgt. Erstmals kam sie im Ersten Weltkrieg zum Einsatz. Gegensätze zur Feuerwalze waren lang anhaltende Trommelfeuer oder ein monatelang andauernder Stellungskrieg.

## Allgemein
Die Taktik der Feuerwalze kam vermutlich erstmals von der französischen Artillerie in der Herbstschlacht in der Champagne vom 25. September bis 6. November 1915 zum Einsatz. Geprägt hat sie der französische General Robert Nivelle und etwas später im selben Krieg der deutsche Oberst Georg Bruchmüller.
Bei dieser Taktik benötigte man, analog zu anderen Angriffsmethoden des Ersten Weltkriegs, eine hohe Konzentration an eigenen Geschützen. Im Gegensatz zu einem Vernichtungsfeuer/Trommelfeuer, das darauf abzielte, das gegnerische Stellungssystem inklusive aller Unterstände in tagelangem Dauerbombardement zu zerstören, beabsichtigte man mit dem Konzept der Feuerwalze die feindlichen Infanteristen niederzuhalten und zu einem Verweilen in Unterständen und Bunkern zu nötigen. Während die feindliche Grabenbesatzung in sicherer Deckung lag, arbeiteten sich die eigenen Infanteristen nach vorne und näherten sich dabei gefährlich nahe den Explosionsfontänen der einschlagenden Granaten. Entsprechend einem vorher festgelegten Schema sprang dann der Beschuss 50–100 Meter in Feindrichtung, während die Infanterie – möglichst nahe folgend – in den zuvor beschossenen Abschnitt eindrang. Ziel war es also, die Masse der feindlichen Grabenbesatzungen zu überrumpeln und nach Möglichkeit noch in deren Unterständen zu neutralisieren (also kampfunfähig zu machen).
Erich Ludendorff, hoher Militär im Ersten Weltkrieg, beschrieb die Feuerwalze in seinem 1919 erschienenen „Kriegserinnerungen“ so:
„Mit dem Beginn der Infanterieangriffe sollte sich das Artilleriefeuer unter weiterer Niederhaltung der feindlichen Artillerie vor unsere Infanterie legen und ihr nun, als gewaltige Feuerwalze vorangehend, den Weg bahnen. Die Infanterie mußte dicht an dieser Munitionswand bleiben, sie tat es mit bewundernswerter Rücksichtslosigkeit. Gegen den Feind, der nach Vorübergehen unserer Artillerie-Feuerwalze aus seinen Deckungen herauskam, trat nun unsere Infanterie unter der Feuerglocke ihrer Artillerie in Verbindung mit ihren Begleitwaffen in den Kampf.

Es war klar, je näher die Infanterie an der Feuerwalze heranblieb, desto weniger fand der Feind Zeit, seine Deckungen zu verlassen, desto mehr wurde er noch in seinen Schutzräumen überrascht.“
Die Taktik hatte den theoretischen Vorteil, dass die gegnerische Infanterie niedergehalten wurde und dadurch Geländegewinne auch in stark mit Stellungen versehenem Gelände wieder möglich wurden. Nachteil war jedoch, dass sie nicht flexibel an die Gefechtssituation angepasst werden konnte, da die vorhandenen Fernmeldeeinrichtungen für eine zuverlässige Verbindung zwischen Infanterie und Artillerie noch nicht ausreichten. Daher kam es teilweise zu einem Davonlaufen der Feuerwalze, wenn die Infanterie aufgrund schwierigen Geländes oder des hartnäckigen Widerstands des Gegners der Feuerwalze nicht folgen konnte. Andererseits beschränkte das langsam vorrückende Feuer auch einen – den Umständen nach möglichen – schnelleren Angriff der Infanterie nach vorne. Im Gegensatz zu einem längeren Trommelfeuer richtete eine Feuerwalze nicht genug Schaden an dem gegnerischen Grabensystem mit seinen Stacheldrahtverhauen und Unterständen an. Es zeigte sich, dass die Zeitspanne zwischen dem Vorbeiziehen einer Feuerwalze und dem Eintreffen der angreifenden Infanterie für die Grabenbesatzung meist ausreichte, um die Unterstände zu verlassen und sich auf ihre Posten zu begeben. War die Feuerwalze jedoch richtig ausgeführt, also der Abstand zwischen dem Auftreffen der Granaten und dem Eintreffen der Infanterie klein genug, wie in der letzten Phase der Schlacht um Verdun, erzielte sie verheerende Ergebnisse.
Durch den Bewegungskrieg des Zweiten Weltkriegs verlor die Feuerwalze an Bedeutung, da die Front dort in den seltensten Fällen lange genug stabil war, um eine ähnliche Anzahl an Geschützen wie im Ersten Weltkrieg zusammenzuziehen. Allgemein verringerte sich im Laufe der Jahrzehnte die Anzahl der Stellungsschlachten, bei denen eine statische Frontlinie bestand.
Ein Beispiel für eine solche Schlacht war die Schlacht um Điện Biên Phủ, wo die Vieth Minh mehrfach Feuerwalzen mit großem Erfolg einsetzten. Mit dem Aufkommen des Feuerradars, mit dem man anfliegende Geschosse präzise orten kann, wurde die Feuerwalze vollends obsolet. Heutzutage müssen Geschütze nach wenigen Sekunden die Position wechseln, um nicht durch Gegenfeuer zerstört zu werden.
Die strategische Wirkung wurde letztlich durch die Reichweite der Kanonen beschränkt, da die Geschütze der Infanterie bei einem erfolgreichen Vorstoß nur langsam folgen konnten und daher früher oder später die einheitliche Feuerwalze als Schutz für die Infanterie entfiel.

## Sowjetunion
Laut der Sowjetischen Militärenzyklopädie wandte die Rote Armee die Feuerwalze im Zweiten Weltkrieg in großem Umfang an. Dabei wurden im Abstand von 300–1000 m Hauptfeuerstreifen und zwischen ihnen Zwischenfeuerstreifen im Abstand von 100–300 m festgelegt. Die Artillerie verlegte ihr Feuer auf Signal bei den Hauptfeuerstreifen bzw. nach der befohlenen Zeit (2 bis 3 min) bei den Zwischenfeuerstreifen, schrittweise mit den angreifenden Truppen nach vorn. Bei der doppelten Feuerwalze gab es eine zweite Gruppe Artillerie die gleichzeitig jeweils schon den nächsten Hauptfeuerstreifen beschoss. Die doppelte Feuerwalze sei die effektivste Methode der Feuerunterstützung, setze aber sehr viel Artillerie und Granaten voraus.
Wassili I. Tschuikow berichtet, dass im Belorussischen Militärbezirk, in dem er in den 30er-Jahren diente, die Feuerwalze wiederholt geübt wurde. Im Krieg war es jedoch schwierig die benötigte Menge an Munition für eine Feuerwalze mit ihrem hohen Munitionsbedarf zu beschaffen. Die Truppen gingen im sicheren Abstand von 200 m hinter der Feuerwalze vor. Dabei betrug das Angriffstempo bei der einfachen Feuerwalze 2 km/h und bei der doppelten 3 km/h, weil bei der doppelten nicht sprungweise, sondern pausenlos angegriffen wurde. Die Hauptfeuerstreifen wurden hauptsächlich mit Granatwerfern beschossen und die Zwischenfeuerstreifen, die auch durchkämmende Feuerstreifen genannt wurden, von Geschützen, da sie ein genau gezieltes Feuer ermöglichten. Tschuikow berichtet, dass er keinen Fall kennt bei dem eine Stellung bei einer doppelten Feuerwalze nicht durchbrochen hätte werden können.